# Symfonie nr. 6 (Schuman)
William Schuman voltooide zijn Symfonie nr. 6 in 1948.
Hij schreef het werk in opdracht van de Dallas Symphony League. De première werd  gegeven op 27 februari 1949 door het Dallas Symphony Orchestra onder leiding van dirigent Antal Doráti. Schuman schreef een eendelige symfonie voor groot symfonieorkest. Schuman kwam met een somber gekleurde symfonie, waarin een aantal recensenten de weerslag terugvonden van de Tweede Wereldoorlog. Alhoewel geschreven in één deel zijn er zes secties overwegend in de langzame tempi: (1) Largo, (2) Moderato con moto, (3) Leggieramente, (4) Adagio, (5) Allegro risoluto-Presto en (6) Larghissimo. De buitendelen houden volgens Doráti in 1949 het symfoniebeeld in stand.   
Het zou de lievelingssymfonie van Schuman zijn, maar dat is niet terug te vinden in het aantal opnamen. In 2018 zijn er slechts drie opnamen te koop:
- Uitgave Naxos met historische opnamen van rond 1955 door het Philadelphia Orchestra onder leiding van Eugene Ormandy
- Uitgave Koch, New Zealand Symphony Orchestra onder leiding van Hugh Keelan van rond 2001; Koch entertainment verdween daarna echter al snel van de markt; de opnamen zijn alleen nog tweedehands te koop
- Uitgave Naxos met een opnamen uit 2008 door het Seattle Symphony onder leiding van Gerard Schwarz

Orkestratie:
- 3 dwarsfluiten (waarvan III ook piccolo), 2 hobo’s,  althobo, 2 klarinetten, 1 basklarinet, 2 fagotten, 1 contrafagot
- 4 hoorns, 3 trompetten, 3 trombones, 1 tuba
- pauken, 2 of 3 man/vrouw percussie
- violen, altviolen, celli, contrabassen

Symfonieën: Symfonie nr. 1 · 2 · 3 · 4 · 5 · 6 · 7 · 8 · 9 · 10

Werken: Variations on "America" · A Song of Orpheus · Circus Overture · Night Journey · Orchestra Song